# Bergpark Wilhelmshöhe

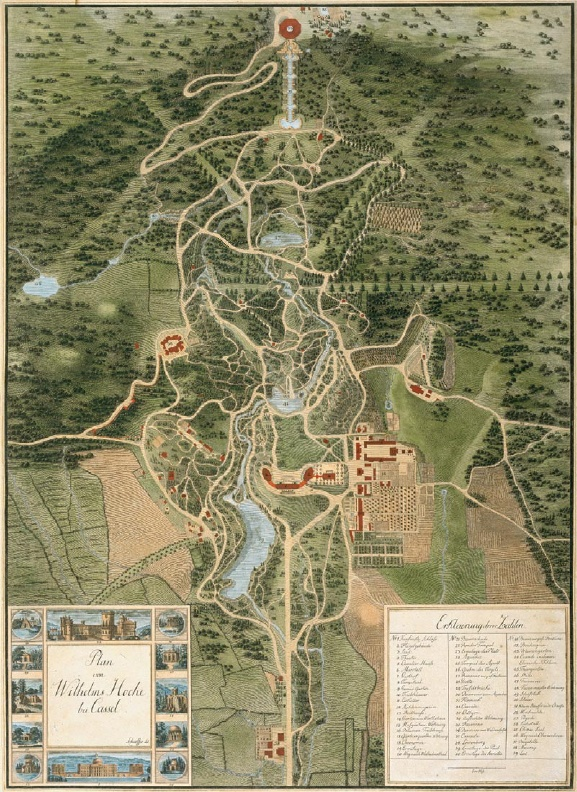
Mappa del Bergpark Wilhelmshöhe del XIX secolo

Il Bergpark Wilhelmshöhe è un parco posto sulle colline che circondano la città di Kassel, situata nella parte settentrionale del land dell'Assia, in Germania.
La superficie del parco che si estende su 2,4 chilometri quadrati, lo rende il più grande parco collinare europeo e uno dei più grandi parchi paesaggistici a livello internazionale. La sua costruzione iniziò nel 1696 e si protrasse fino al 1806, per circa 150 anni.
Il 23 giugno 2013, è stato riconosciuto come patrimonio dell'umanità dall'UNESCO, ed è elencato tra i primi 100 luoghi d'interesse in Germania. È noto soprattutto per il monumento a Ercole, da cui ha inizio lo spettacolo dei giochi d'acqua e le cascate in pietra create dall'architetto italiano Giovanni Francesco Guerniero.

## Geografia
Il parco si trova nella città di Kassel, in Assia, più precisamente a ovest del centro storico. Il quartiere in cui si trova il parco è noto come Bad Wilhelmshöhe. Il parco si sviluppa su un gruppo collinare che circonda la città di Kassel, chiamato Hoher Habichtswald. Sull'altura denominata Karlsberg (526,2 m s.l.m.) si trova a un'altitudine di 515 m s.l.m. la statua di Ercole.

## Storia
Nel XVII secolo l'area in cui si sviluppa il Bergpark Wilhelmshöhe era proprietà di un convento di Weißenstein fondato dai monaci agostiniani nel 1143. Con l'avvento della Riforma in Assia (1517/1518), il convento venne espropriato e in parte distrutto. Gli edifici rimanenti furono utilizzati come castello da caccia dal langravio Filippo I d'Assia.
Nel 1696 con Carlo I d'Assia-Kassel iniziarono i lavori di ristrutturazione e ampliamento delle strutture esistenti. L'area circostante il castello venne rimodellata secondo i canoni del giardino barocco.
Fra il 1701 e il 1717 proseguirono i lavori riguardanti il giardino sotto la supervisione dell'architetto italiano Giovanni Francesco Guerniero con la creazione delle cascate d'acqua e della monumentale struttura ortagonale su cui si erge la statua rappresentante Ercole. La statua, alta 8 m e realizzata in rame, si ispira al modello dell'Ercole Farnese.
Nel 1786 per volere del langravio Guglielmo I di Assia-Kassel il castello esistente venne distrutto e ricostruito nuovamente come il castello di Wilhelmshöhe in stile neoclassico sul progetto dell'architetto Simon Louis du Ry. Lo stesso parco barocco venne in parte modificato ispirandosi al giardino all'inglese.
Dal 1806 al 1813 il castello e il parco adiacente costituirono la reggia di Girolamo Bonaparte, sovrano del neonato Regno di Vestfalia. Durante l'occupazione napoleonica il castello venne chiamato Napoleonshöhe.
Dopo la sconfitta di Napoleone nel 1813 il castello tornò al langravio Guglielmo I d'Assia-Kassel per poi divenire con la formazione della Germania residenza estiva dei sovrani prussiani come per l'imperatore Guglielmo II.

## Parco
Il parco ha una superficie di circa 2,4 chilometri quadrati e si sviluppa su un terreno collinare. Nel suo complesso il parco è caratterizzato da un insieme di sentieri che si articolano lungo un asse centrale est-ovest, lungo 4,5 chilometri e che collega il centro storico della città di Kassel con il castello di Wilhelmshöhe, infatti il viale è chiamato in tedesco Wilhelmshöher Allee.
Un altro asse importante del parco è la Rasenallee, che collega la parte settentrionale del parco con il castello Wilhelmsthal, nella città di Calden.
L'asse su cui si sviluppa il parco copre anche un grande dislivello. Infatti dal monumento di Ercole (526,2 m) al castello di Wilhelmshöhe (ca. 282 m), che si trova nella parte bassa del parco, ci sono ben 238 metri di dislivello.
Tuttavia la passeggiata, che dal castello porta alla statua di Ercole, nonostante il notevole dislivello, è piuttosto piacevole grazie alla presenza dei famosi giochi d'acqua, che con le loro tappe, rappresentano anche un momento di sosta per il visitatore.
Inoltre la stessa topografia del parco ha facilitato la formazione di una vegetazione variegata, spesso arricchita anche con esemplari di flora esotica, che si sono ben adattati nel parco.
Il parco fa parte della Rete europea del patrimonio dei giardini (EGHN).

## Galleria d'immagini

Monumento ortogonale, sormontato dalla statua di Ercole
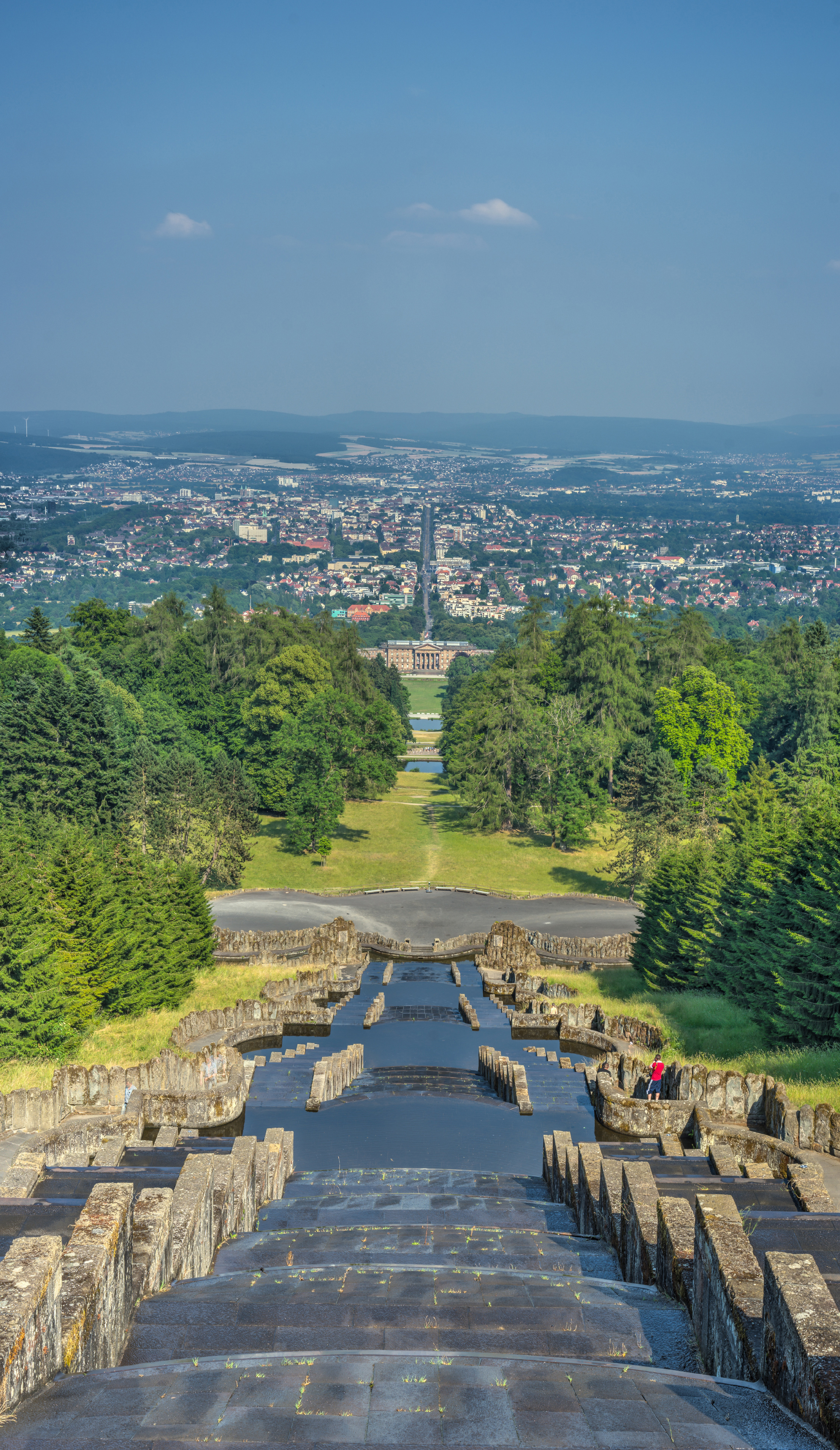
Vista del parco dalla statua di Ercole
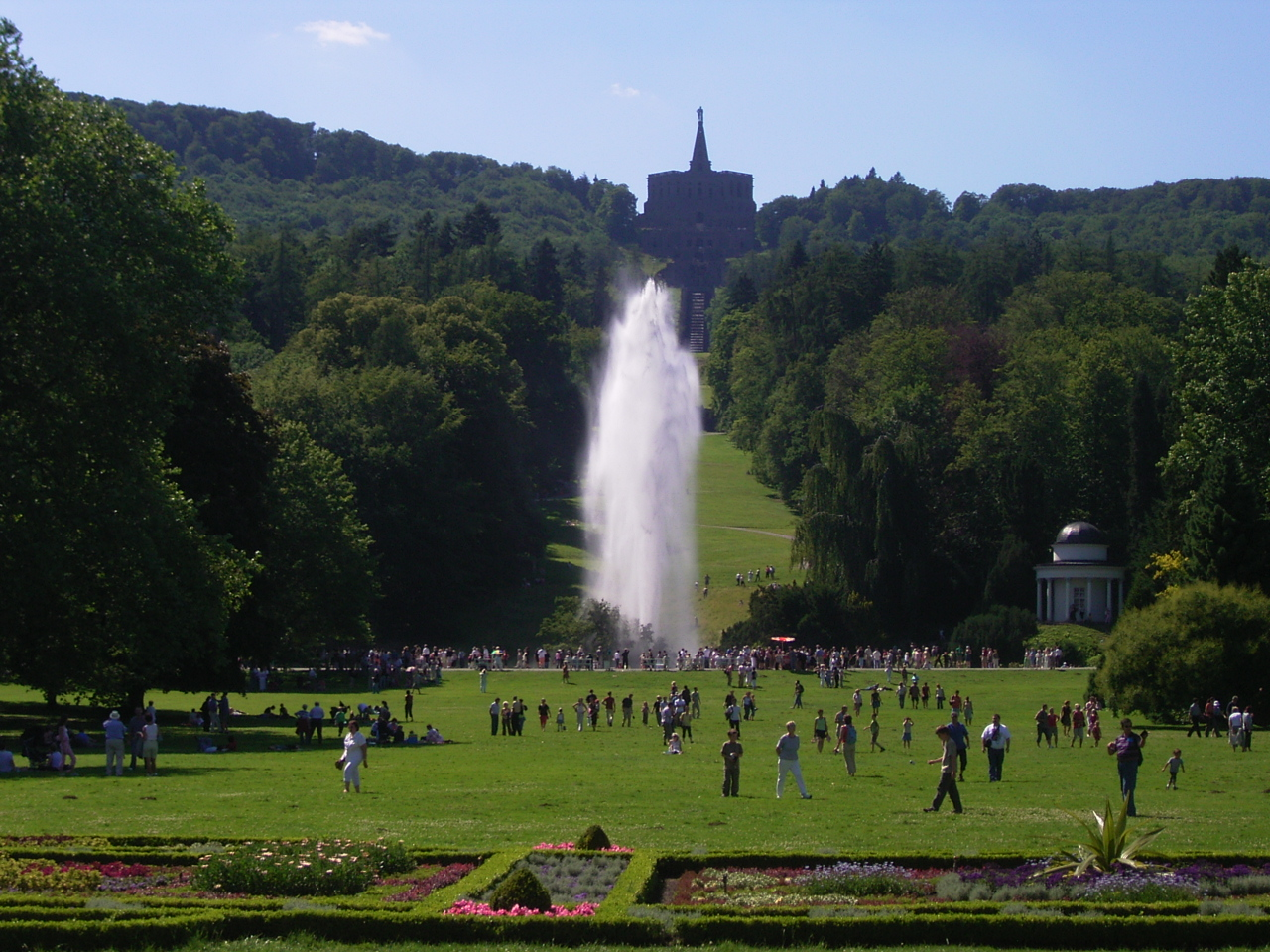
Vista della fontana e del monumento di Ercole dal castello di Wilhelmshöhe
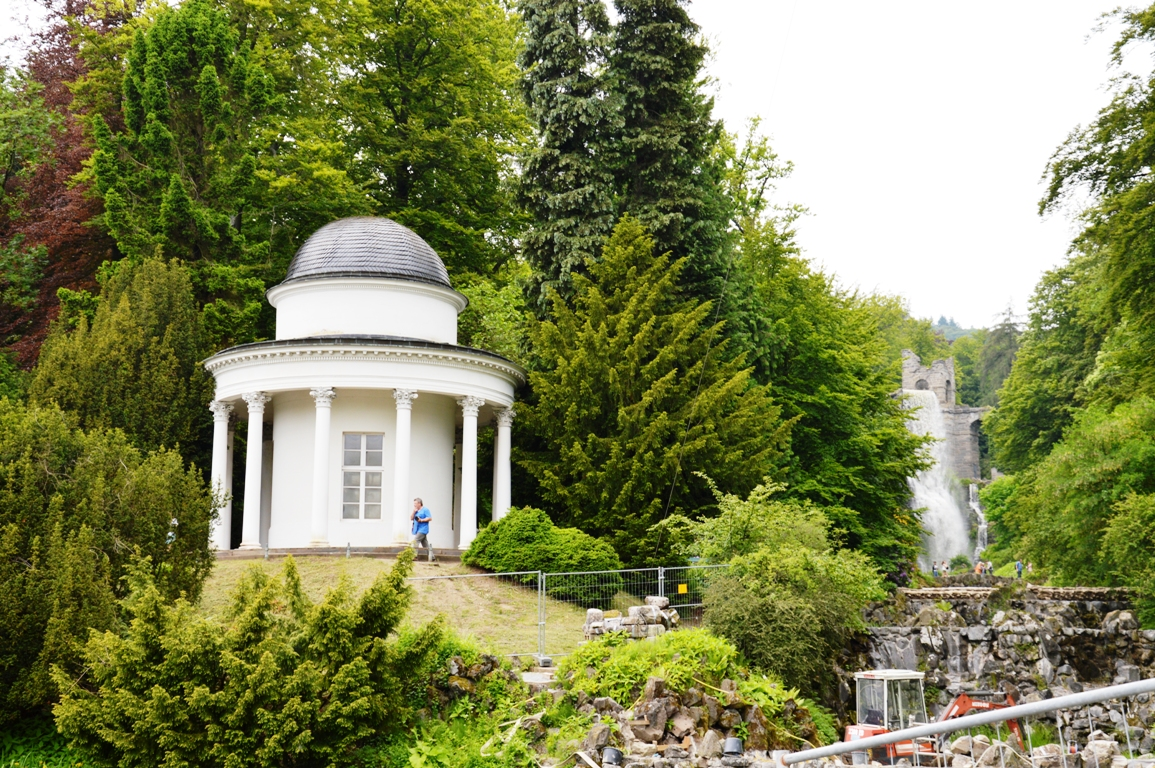
Il cosiddetto Tempio di Apollo
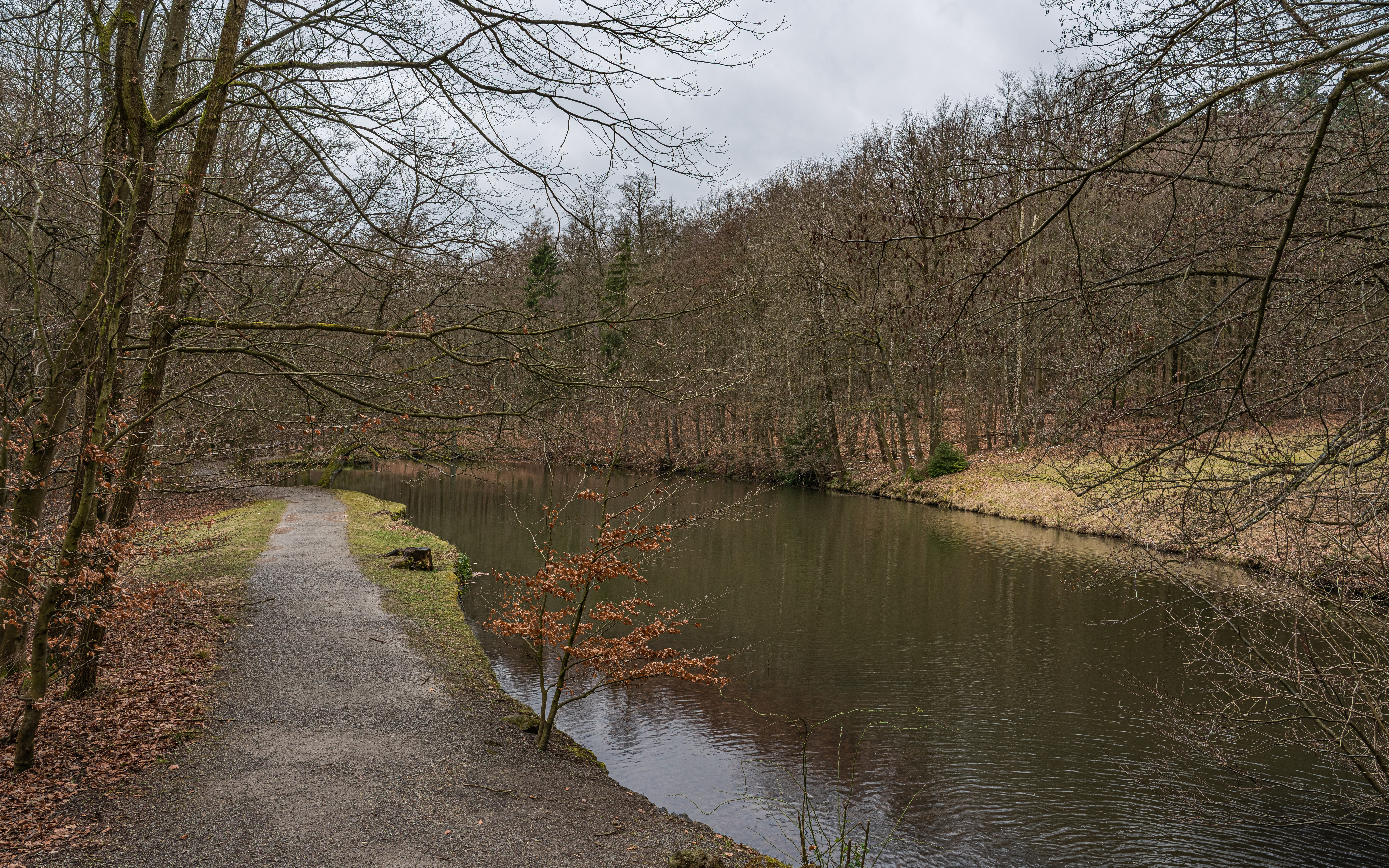
Lago nel parco